# エドワード・タン
エドワード・タン（鄧景生、Edward Tang/Tang Ging-Sang、1946年5月17日 - ）は、香港の脚本家及び映画製作者。

## 来歴・人物
1946年5月17日にマカオで生まれる。本籍は、広東省中山市。1963年に香港に渡り、船員、整備士、セールスマンとして働いた後、1970年代にテレビ局の脚本家養成所に入学。卒業後はテレビ局に脚本家として採用される。入社したテレビ局の閉鎖に伴い、1978年ゴールデン・ハーベストに移籍する。ゴールデン・ハーベスト入社後は、ジャッキー・チェン主演作品の脚本を数多く担当した。ジャッキーからの信頼も厚く、一部作品では製作や助監督も兼任している。ゴールデン・ハーベストが映画製作から退いた後は目立った活動は無かったが、2012年の「ライジング・ドラゴン」で15年ぶりに映画脚本を担当した。

## 主な作品

### 原案
- 「ポリス・ストーリー/香港国際警察」(1985)
- 「Naughty Boys」(1986)
- 「サンダーアーム/龍兄虎弟」(1987)
- 「プロジェクトA2 史上最大の標的」(1987)
- 「That Enchanting Night」(1987)
- 「Rouge」(1988)
- 「ポリス・ストーリー2/九龍の眼」(1988)
- 「The Inspector Wears Skirts 」(1988)
- 「The Inspector Wears Skirts II」(1989)
- 「奇蹟/ミラクル」(1989)
- 「Stage Door Johnny」(1990)
- 「Story of Kennedy Town」(1990)
- 「Angry Ranger 」(1991)
- 「プロジェクト・イーグル」(1991)
- 「The Shootout 」(1992)
- 「The Wrath of Silence」(1994)

### 脚本
- 「燃えよデブゴン7」(1979)
- 「ヤングマスター 師弟出馬」(1980)
- 「Two Toothless Tigers」(1980)
- 「Wedding Bells, Wedding Belles」(1981)
- 「ドラゴンロード」(1982)
- 「Missiles Over Falklands」(1982)
- 「プロジェクトA」(1983)
- 「スパルタンX」(1984)
- 「ポリス・ストーリー/香港国際警察」(1985)
- 「プロテクター」[ジャッキー版](1985)
- 「Naughty Boys (1986)
- 「プロジェクトA2 史上最大の標的」(1987)
- 「サンダーアーム/龍兄虎弟」(1987)
- 「ポリス・ストーリー2/九龍の眼」(1988)
- 「奇蹟/ミラクル」(1989)
- 「The peacock king」(1989)
- 「プロジェクト・イーグル」(1991)
- 「ポリス・ストーリー3」(1992)
- 「The Shootout」 (1992)
- 「酔拳2」(1994)
- 「レッド・ブロンクス」(1995)
- 「Red Zone 」(1995)
- 「ナイスガイ」(1997)
- 「ライジング・ドラゴン」(2012)

### 製作
- 「ポリス・ストーリー3」(1992)
- 「酔拳2」(1994)

### 助監督
- 「ヤング・マスター/師弟出馬」(1980)
- 「ドラゴンロード」(1982)
- 「プロジェクトA」(1983)

### 監督
- 「Red Zone」(1995)